# Providence

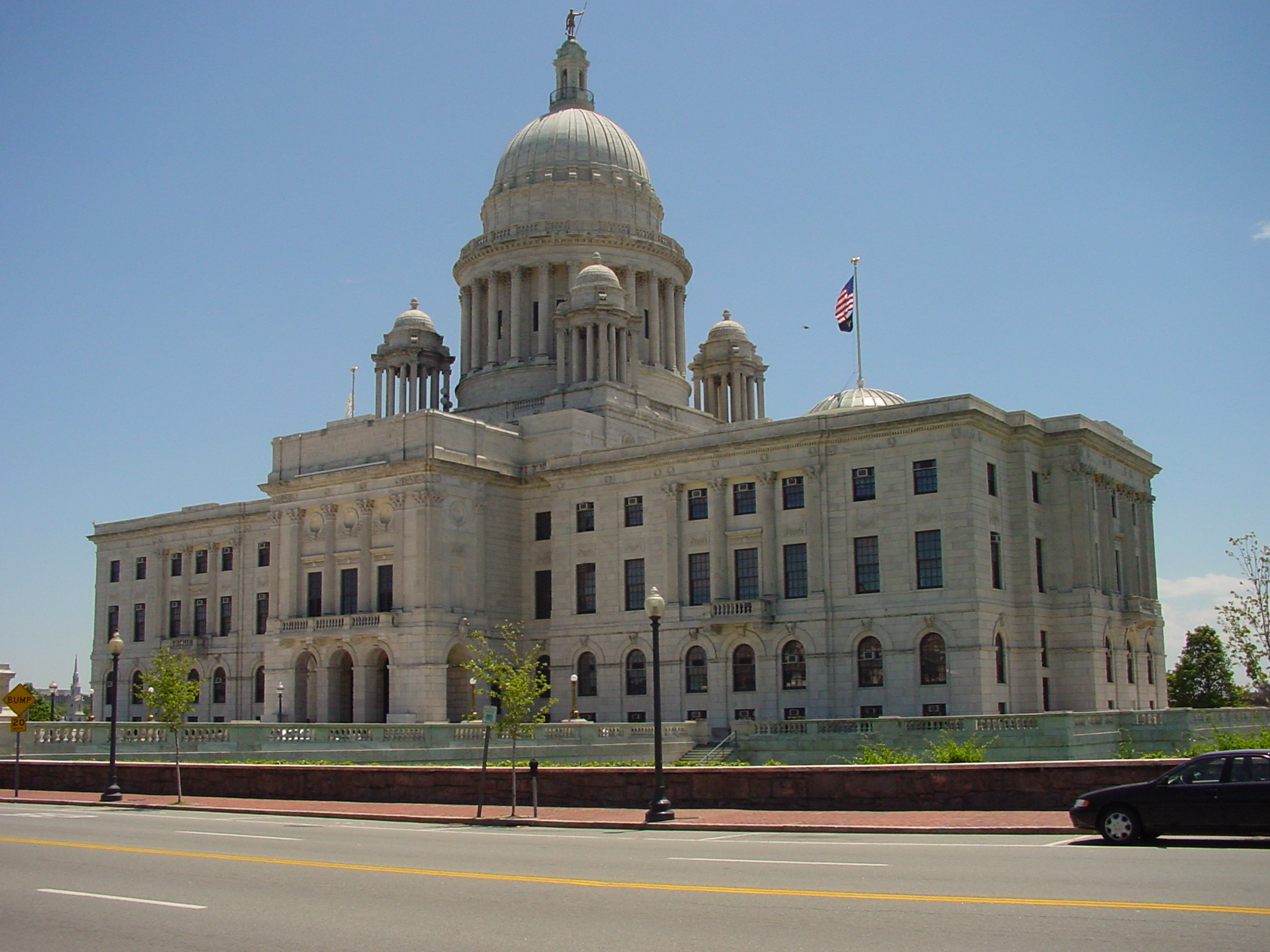
Rhode Island State House

Providence – miasto w Stanach Zjednoczonych, stolica i największe miasto stanu Rhode Island, w hrabstwie Providence. Port morski położony nad rzeką Providence, nieopodal jej ujścia do zatoki Narragansett (Ocean Atlantycki). Miasto zamieszkane przez 190 934 osób (2020), główny ośrodek obszaru metropolitalnego Providence–New Bedford–Fall River, liczącego ponad 1,6 mln mieszkańców (2020).

## Historia
Providence zostało założone w 1636 roku przez grupę uchodźców religijnych z kolonii Plymouth.
Jest jednym z najstarszych miast w Stanach Zjednoczonych. Nazwa została nadana przez Rogera Williamsa od angielskich słów God’s merciful Providence co znaczy Boża łaskawa Opatrzność. W XVIII wieku nastąpił gwałtowny rozwój miasta głównie za sprawą pośrednictwa w handlu kolonii amerykańskich z Indiami Zachodnimi i Afryką. Providence było ośrodkiem handlu niewolnikami.
Podczas wojny o niepodległość Stanów Zjednoczonych miasto było bazą kaperską. Prawa miejskie otrzymało w 1831 roku, a od roku 1900 jest stolicą stanu.

## Gospodarka
Providence pozostaje ruchliwym portem morskim i jest punktem dystrybucji ropy naftowej, gazu ziemnego, drewna, stali i chemikaliów.

## Demografia

### Rasy i pochodzenie
W 2019 roku 80,5% mieszkańców stanowi ludność biała (74,1% nie licząc Latynosów), 6,6% to czarni lub Afroamerykanie, 3,7% ma rasę mieszaną, 3,1% to Azjaci, 0,32% to rdzenna ludność Ameryki i 0,02% to Hawajczycy i mieszkańcy innych wysp Pacyfiku. Latynosi stanowią 13,6% ludności metropolii.
Do największych grup należą osoby pochodzenia irlandzkiego (17,2%), włoskiego (14,1%), portugalskiego (14,0%), francuskiego lub francusko–kanadyjskiego (13,6%), angielskiego (10,6%), portorykańskiego (4,8%), niemieckiego (4,4%), „amerykańskiego” (3,4%), polskiego (3,3%) i afrykańskiego subsaharyjskiego (3,2%).

## Religia
Providence posiada najwyższy odsetek katolików, wśród amerykańskich metropolii liczących ponad 1 milion mieszkańców. W 2010 roku według ARDA 752,7 tys. osób (47% populacji) było członkami Kościoła katolickiego. Do innych ważniejszych społeczności należeli:
- protestanci – 121,7 tys. członków (głównie anglikanie, ewangelikalni i baptyści),
- żydzi – 11,2 tys. wyznawców,
- prawosławni – 9,2 tys. członków,
- mormoni – 5 tys. wyznawców,
- buddyści – 3,2 tys. wyznawców,
- świadkowie Jehowy (21 zborów),
- muzułmanie – 2,4 tys. wyznawców,
- unitarianie uniwersaliści – 2,3 tys. wyznawców.

## Wyższe uczelnie
- Brown University – uniwersytet założony w 1764 roku
- Providence College
- Rhode Island School of Design (RISD) – ASP założona w 1877 roku
- Johnson and Wales University[1]

## Zabytki
Zachowana część dzielnicy z zabudową z XVIII wieku.

## Kultura
- The Empire Shall Fall – grupa muzyczna
- Prawa młodości (oryg. Outside Providence) – film.
- ZOX – grupa muzyczna

## Sport
- Providence Bruins – klub hokejowy

## Miasta partnerskie
- Kambodża: Phnom Penh
- Włochy: Florencja
- Łotwa: Ryga
- Dominikana: Santo Domingo
- Ukraina: Krzemieńczuk